# ファン・ボイ・チャウ
ファン・ボイ・チャウ（ベトナム語：Phan Bội Châu / 潘佩珠、1867年12月26日 - 1940年10月29日）は、ベトナムの民族主義運動、独立運動の指導者である。

## 人物・生涯

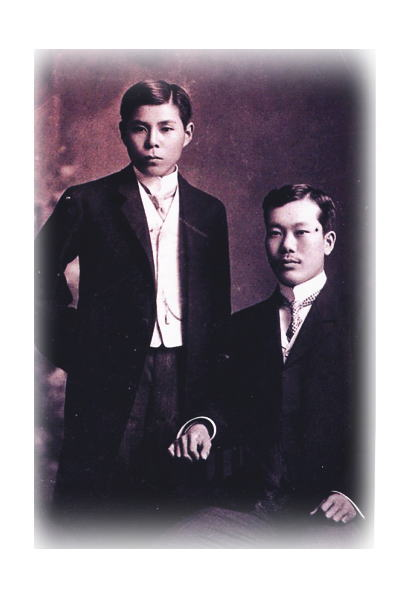
右がファン・ボイ・チャウ、左はクォン・デ王子

原名は潘文珊（ベトナム語：Phan Văn San / 潘文珊）、後に潘佩珠に改名、または是漢（ベトナム語：Thị Hán / 是漢）、号は巢南（ベトナム語：Sào Nam / 巢南）。
ベトナムは19世紀後半、フランスの植民地（フランス領インドシナ）となった。ファン・ボイ・チャウは10代の頃から反仏独立運動に参加。1904年、阮朝皇族のクォン・デを盟主として「維新会」を結成し、武器援助を求めるべく1905年に来日した。
亡命中の梁啓超を通じて知り合った犬養毅らから、人材育成の必要を説かれたことから、ベトナムの青年を大日本帝国に留学させる東遊運動（ドンズー運動）を興した。医師の浅羽佐喜太郎に支援されて活動した が、危機感を抱いたフランスが日仏協約で日本政府に働き掛け、1909年に国外退去にさせられる。
後に中国へ渡り、1912年に広東でベトナム光復会を結成した。武力によるベトナムの解放を目指したが、大きな成果は得られなかった。
浅羽の訃報を知ったファンは、1917年5月に偽名を使って日本に密入国した。1918年に3度目の訪日をし、東浅羽村の村長と村民による金銭的援助もあり、浅羽佐喜太郎への「報恩の記念碑」を現在の静岡県袋井市に存する常林寺に建立した。碑は高さ2.7メートル、幅0.87メートルの大掛かりな石碑で漢文で以下のように刻まれている。
現代語訳は以下のとおりである。
1925年に上海でフランスの官憲によって逮捕されハノイで終身刑を宣告されるが、ベトナム国内の世論の反発を受けて恩赦された後、フエに軟禁されたまま没した。

## 評価
ベトナム社会主義共和国トゥアティエン＝フエ省フエ市に「ファン・ボイ・チャウ記念館」が所在し、墓碑や晩年生活した家屋、支援した浅羽佐喜太郎没後100年祈念の日本とベトナム「友好の碑」がある。2017年3月4日に、日本から天皇・皇后が訪れ、チャウの孫ファン・ティウ・キャットと懇談した。

## 関連作品
- 『The Partner 〜愛しき百年の友へ〜』浅羽佐喜太郎とファン・ボイ・チャウの交流を描いた2013年の日越合作テレビドラマ。
- BS世界のドキュメンタリー『ベトナム独立の夢を日本に賭けた男（ベトナム語: Nhà yêu nước Phan Bội Châu）』2013年 - ベトナムVTV制作のドキュメンタリー番組。日本では日越国交樹立40周年を記念して、2013年12月20日にNHK BS1で放送された。

## 著作物

### 日本語訳書
- 潘佩珠『ヴェトナム亡国史（ベトナム語版）、獄中記、天か帝か、海外血書』長岡新次郎、川本邦衛編・解説、平凡社〈平凡社東洋文庫〉、1966年。ISBN 4582800734。

## 参考・関連文献
- 内海三八郎『ヴェトナム独立運動家潘佩珠伝　日本・中国を駆け抜けた革命家の生涯』千島英一、櫻井良樹編、芙蓉書房、3。ISBN 4829502258。
- 田中孜『日越ドンズーの華　ヴェトナム独立秘史　潘佩珠の東遊(=日本に学べ)運動と浅羽佐喜太郎』明成社、7。ISBN 978-4-944219-90-2。
- 『越南義烈史―抗仏独立運動の死の記録』鄧搏鵬著／後藤均平訳、刀水書房、1993年4月。ISBN 978-4-88708-143-7。（電子版もあり）ファン・ボイ・チャウと共に運動に参加、志半ばにして命を落としたベトナム人志士を紀念した小列伝。全47章。訳者解説で20世紀初頭の東遊運動を詳述。